# Amblyothele
Amblyothele is een geslacht van spinnen uit de familie wolfspinnen (Lycosidae).

## Soorten
De volgende soorten zijn bij het geslacht ingedeeld:
- Amblyothele albocincta Simon, 1910
- Amblyothele atlantica Russell-Smith, Jocqué & Alderweireldt, 2009
- Amblyothele ecologica Russell-Smith, Jocqué & Alderweireldt, 2009
- Amblyothele hamatula Russell-Smith, Jocqué & Alderweireldt, 2009
- Amblyothele kivumba Russell-Smith, Jocqué & Alderweireldt, 2009
- Amblyothele latedissipata Russell-Smith, Jocqué & Alderweireldt, 2009
- Amblyothele longipes Russell-Smith, Jocqué & Alderweireldt, 2009
- Amblyothele togona Roewer, 1960